# Antti Kurvinen
Antti Ilmari Vilhelm Kurvinen (ur. 14 lipca 1986 w m. Ylihärmä) – fiński polityk, prawnik i samorządowiec, poseł do Eduskunty, w latach 2021–2022 minister nauki i kultury, od 2022 do 2023 minister rolnictwa i leśnictwa.

## Życiorys
W 2013 ukończył studia prawnicze na Uniwersytecie Lapońskim, pracował w zawodzie prawnika. Zaangażował się w działalność polityczną w ramach Partii Centrum. Był jej etatowym działaczem jako przewodniczący organizacji studenckiej (2009) oraz młodzieżówki Suomen Keskustanuoret (2009–2013). W 2006 został radnym rodzinnej miejscowości, a w 2008 zasiadł w radzie miejskiej Kauhavy. W 2015 po raz pierwszy uzyskał mandat deputowanego do Eduskunty. Z powodzeniem ubiegał się o reelekcję w wyborach w 2019 i 2023.
W maju 2021 objął urząd ministra nauki i kultury w rządzie Sanny Marin, zastępując na tej funkcji Annikę Saarikko. W kwietniu 2022 w tym samym gabinecie przeszedł na funkcje ministra rolnictwa i leśnictwa, którą pełnił do czerwca 2023.